# جون بي. تيري
جون بي. تيري (بالإنجليزية: John B. Terry)‏ هو شخصية أعمال وسياسي أمريكي، ولد في 18 يناير 1796، وتوفي في 11 يناير 1874.